# 機芸出版社
機芸出版社（きげいしゅっぱんしゃ）は、日本の出版社の一つ。

## 概要
山崎喜陽によって創業され、主に鉄道模型の雑誌を刊行している。
鉄道模型クラブ「まくらぎ会」の機関誌「まくらぎ」を一般向けに発売したものが「鉄道模型趣味」である。
山崎は第二次世界大戦以前より鉄道模型に関する執筆活動を行っており、Oゲージから16番ゲージに移行する時期や、後に生まれるNゲージなどの製作記事を主体に鉄道模型史を見ることができる出版物を数々刊行している。
1969年より2016年8月までイギリスのピィコの日本総代理店であった。2016年9月以降はPLATZがピィコの日本総代理店となっている。
2019年4月（TMS2019年5月号）より、鉄道模型メーカーのModels IMONを擁する井門コーポレーションに事業継承され、同社社長の井門義博が代表取締役、名取紀之を取締役編集長とする新体制に移行。

## 主な刊行物
- 『TMSスタイルブック』1947年版-1962年版 - 鉄道車両図面集
- 『鉄道模型趣味』 - 月刊の鉄道模型雑誌。
- 『Nゲージマガジン』 - 年2回 (夏・冬) 刊行の鉄道模型雑誌で、「鉄道模型趣味」からNゲージに関してのみ増刊扱いで独立させたもの。
- 『TOMIXの使い方』 - NゲージのTOMIXの解説書。

## 関連人物
- 山崎喜陽